# Rupfmaschine

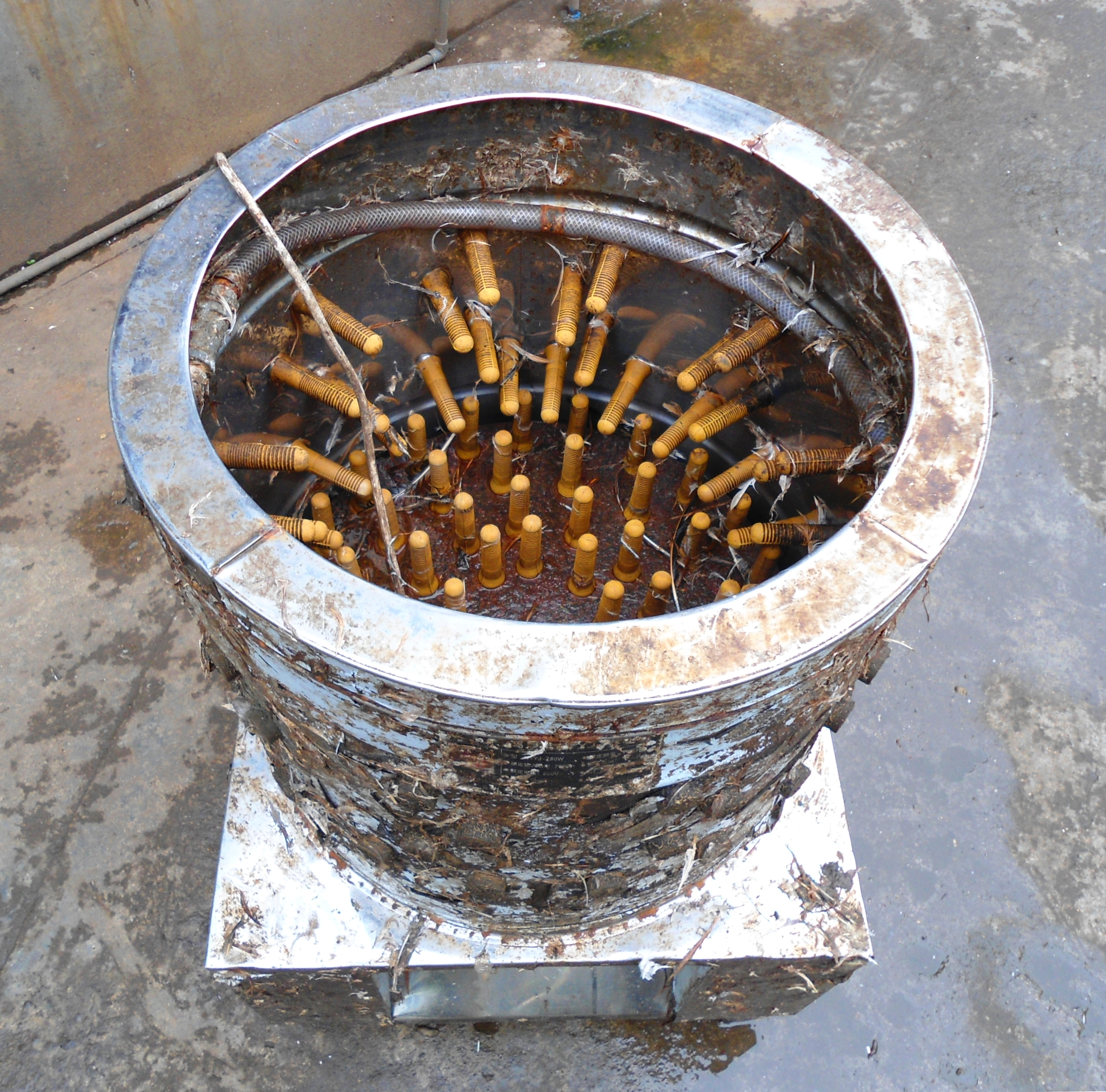
Geflügelrupfmaschine

Eine Rupfmaschine ist ein Apparat zum Entfernen der Federn bei geschlachtetem Geflügel. Die Entfederungsmaschinen sind mit drehbaren Scheiben oder Gummifingern ausgestattet, die die Federn erfassen und ausrupfen. Sie sind in verschiedenen Größen erhältlich, von Tischgeräten bis zu Maschinen von 3–4 m Länge. Außerdem gibt es noch einen Rupfaufsatz mit Fingern für eine herkömmliche Handbohrmaschine. Man unterscheidet Trocken- und Nassrupfmaschinen.

## Funktionsweise
In den Rupfmaschinen befinden sich Trommelsätze mit verschieden langen Gummifingern, die sich gegeneinander mit einer hohen Umdrehungszahl drehen. Kurze, kräftige Finger erfassen die großen Federn, die geschmeidigen, bis zu 35 cm langen Gummifinger erfassen die feinen Federn. Die gebrühten Tiere werden an den Füßen hängend gegen die rotierenden Trommeln gehalten, sodass die Finger die Federn aus den Federbälgen herausschlagen. Durch ständiges Wenden erreichen die Finger alle Federn. Wurden die Tiere in der Mauser geschlachtet, bleiben viele Federfollikel stecken.

### Trockenrupfmaschine
In einer Zentrifuge wird ein Sog erzeugt, sodass die Federn in einen Satz rotierender Platten gezogen und ergriffen werden und vom Schlachtkörper abgezogen werden. Der Zug auf die Federn kann eingestellt werden, um optimale Zupfzeiten für verschiedene Vogelarten zu erzielen. Das Ergebnis des trockengerupften Vogels ist vergleichbar mit dem durch Nassrupfen erhaltenen Resultat. Die Federn werden dann durch eine Absaugeinheit in einen Auffangsack geleitet, um entsorgt zu werden. Es sind keine besonderen Fähigkeiten des Maschinenbedieners erforderlich.

### Nassrupfmaschine
Zum vollständigen Entfedern werden zwei Rupfmaschinen in Serie eingesetzt: Die erste Rupfmaschine ist ein automatischer Federrupfer mit Gummifingern. Die langen Finger befinden sich an drehbaren Scheiben. Mithilfe von Wassersprühgeräten werden die ausgerupften Federn und Hautfetzen entfernt. Diese erste Maschine rupft mehr als 70 % der Federn. Die zweite Rupfmaschine entfernt die verbleibenden Federn. Die ausgerupften Federn werden durch kontinuierlich fließendes Wasser in die Auffangbehälter oder in die darunterliegende Kanalisation gespült und abgeschwemmt.
Nach Trocknung und Zwischenlagerung gehen die Federn in die Federmehlproduktion.

## Gesundheitsrisiken
Während des Rupfens ist die Kontaminationsgefahr besonders hoch, da die Rupffinger die Keime regelrecht in die feuchte gequollene Geflügelhaut einmassieren, insbesondere Enterobacteriaceae. Der ausgeübte Druck fördert zudem den Austritt von Faeces aus der Kloake, besonders wenn die Schlachttiere zu kurz genüchtert waren; und durch die Rupffinger erfolgt die Verteilung auf dem ganzen Schlachtgeflügel. Die Gefahr der Kreuzkontamination wird durch den zu langen Verbleib der Rupffinger ohne Austausch erhöht, da die Keime sich in den Rissen der Rupffinger befinden. Ebenso birgt der Kontakt der Tiere untereinander eine Gefahr der Kreuzkontamination.

## Qualitätsminderung
Geschieht das Brühen bei zu niedriger Temperatur, wird das Rupfen erschwert, was Blutungen, Hautläsionen oder zu viele Federreste zur Folge hat. Durch falsche Einstellung des Rupfers an die Größe der Schlachttiere entstehen Läsionen und gar Frakturen. Beides führt zu mehr Nacharbeit (Entfernen der Hautläsionen, Nachrupfen) oder Herabstufung in die Handelsklasse B. Die Verschmutzung und Kontamination durch ausgetretenen Darminhalt ist nach dem Abspülen beim Verlassen des Rupfers nicht mehr erkennbar.

## Geschichte
Die ersten Rupfmaschinen wurden wohl im 19. Jahrhundert in den USA erfunden. 1860 meldeten deutsche Zeitungen:

„Ein kluger Yankee hat, wie der ‚Scientific American‘ meldet, eine höchst sinnreiche Gänserupfmaschine erfunden, welche 45 Gänse und Gänserich in einer Stunde säuberlich und stattlich rupft, und überdieß die großen von den kleinen Federn sondert.“

Mittels einer amerikanischen Geflügel-Rupfmaschine „Pecto-Plumer“ konnten beispielsweise in der Stunde gegen 200 Stück kleineren Geflügels gerupft werden.

## Lebendrupf
Lebendrupf (Federn, einschließlich Flaumfedern) ist in Deutschland gesetzlich verboten, lediglich das sogenannte Raufen während der Mauser ist nach wie vor erlaubt. 2009 wurde von einer Tierschutzorganisation der Verstoß gegen dieses Gesetz auf einer Gänsefarm in Niedersachsen gemeldet. Mit versteckten Kameras hatte die Tierschutzorganisation Vier Pfoten aufgezeichnet, wie Arbeiter des Großzüchters lebende Gänse gegen die rotierenden Messer einer Spezialmaschine pressten, um den Vögeln die Brust- und Bauchfedern zu rupfen. Die Geräte werden sonst nur für tote Gänse auf dem Schlachthof verwendet.